# 필라델피아 파이어버즈
| 필라델피아 파이어버즈 시러큐스 파이어버즈 |                                                                           |
| 콘퍼런스                                  |                                                                           |
| 디비전                                    | 사우스 디비전 (1977년~1980년)                                             |
| 설립연도                                  | 1974년 1977년 (AHL 가입)                                                  |
| 해체연도                                  | 1980년                                                                    |
| 역사                                      | 필라델피아 파이어버즈 (1974년~1979년) 시러큐스 파이어버즈 (1979년~1980년) |
| 경기장                                    | 필라델피아 컨벤션 홀 오논다가 카운티 워 메모리얼 콜리시엄                 |
| 연고지                                    | 펜실베이니아주 필라델피아 뉴욕주 시러큐스                                 |
| 상징색                                    | 하양, 오랜지, 노랑, 초록                                                  |
| 구단주                                    |                                                                           |
| 단장                                      |                                                                           |
| 감독                                      |                                                                           |
| NHL 제휴                                  |                                                                           |
| ECHL 제휴                                 |                                                                           |
| 정규시즌 우승                             |                                                                           |
| 콘퍼런스 우승                             |                                                                           |
| 디비전 우승                               | NAHL : 1 (1976)                                                           |
| 칼더 컵                                   |                                                                           |
| 영구 결번                                 |                                                                           |

필라델피아 파이어버즈/시러큐스 파이어버즈(Philadelphia Firebirds/Syracuse Firebirds)는 미국 펜실베이니아주 필라델피아/뉴욕주 시러큐스를 연고지로 하여 1977년부터 1980년까지 AHL에 소속되었던 아이스 하키팀이다.

## 역대 홈경기장
| 필라델피아 파이어버즈/시러큐스 파이어버즈 |               |          |                           |      |
| 경기장                                    | 사용기간      | 수용인원 | 장소                      | 비고 |
| 필라델피아 컨벤션 홀                      | 1974년~1978년 | 9,600명  | 펜실베이니아주 필라델피아 | 빈칸 |
| 오논다가 카운티 워 메모리얼 콜리시엄      | 1979년~1980년 | 6,159명  | 뉴욕주 시러큐스           | 빈칸 |